# Stazione di Digital Media City
La stazione di Digital Media City (디지털미디어시티역 - 디지털미디어시티驛, Digital Media City-yeok ) è una stazione della metropolitana di Seul in Corea del Sud, talvolta abbreviata in DMC. Presso la stazione passano la linea 6, la linea AREX per raggiungere gli aeroporti di Seul, la ferrovia suburbana linea Gyeongui. La stazione è situata nella zona nord-occidentale della città, nelquartiere di Eunpyeong-gu.

## Struttura

### Metropolitana
La stazione è servita dalla linea 6, gestita dalla SMRT. La linea  è dotata di porte di banchina con due marciepiedi laterali serventi 2 binari.
| 1 | ● Linea 6 | per Jeungsan, Yeonsinnae e Eungam                                     |
| 2 | ● Linea 6 | per World Cup Stadium, Mapo-gucheong, Gongdeok, Itaewon, e Bonghwasan |

### Korail
La Korail gestisce due linee ferroviarie passanti per la stazione. 

#### AREX
I binari della linea AREX della Korail si trovano in sotterranea, con due banchine a isola e 4 binari, di cui solo 2 sono utilizzati (gli altri sono per i treni espressi che qui non fermano).
| Direzione Seul      | ■ AREX | per Hongdae-ipgu, Gongdeok e Seul                   |
| Direzione Aeroporto | ■ AREX | per Gimpo Aeroporto, Gyeyang e Aeroporto di Incheon |

#### Linea Gyeongui
I binari della linea Gyeongui della Korail si trovano in superficie, con due banchine laterali e una a isola centrale che servono in totale 4 binari con due banchine a isola e 4 binari, di cui solo 2 sono utilizzati (gli altri sono per i treni espressi che qui non fermano).
| 1 | ■ Linea Gyeongui | per Gajwa, Sinchon e Seul                              |
| 2 | ■ Linea Gyeongui | per Ilsan, Daegok e Munsan                             |
| 3 | ■ Linea Gyeongui | capolinea per i treni terminanti in questa stazione    |
| 4 | ■ Linea Gyeongui | per Ilsan, Daegok e Munsan partenti da questa stazione |

## Stazioni adiacenti
| «                  | Servizio   | »                 |
| Linea 6            | Linea 6    | Linea 6           |
| ------------------ | ---------- | ----------------- |
| Jeungsan           | Locale     | World Cup Stadium |
| AREX               |            |                   |
| Aeroporto di Gimpo | Locale     | Hongdae-ipgu      |
| Diretto: passaggio |            |                   |
| Linea Gyeongui     |            |                   |
| Susaek             | Locale     | Gajwa             |
| Haengsin           | Espresso A | Sinchon           |
| Haengsin           | Espresso B | Seul              |